# هوندا سي تي 110
هوندا سي تي  110(بالإنجليزية: Honda CT110)‏ هي دراجة نارية من تصنيع هوندا.